# Суккур
Су́ккур (урду سکھر‎, Сакхар) — город в провинции Синд, Пакистан, центр одноимённого округа. Расположен на западном берегу реки Инд

## Экономика
В городе развито производство хлопка, цемента, табака, лекарственных средств и сахара. Также широко развито сельское хозяйство и животноводство.

## Образование
В Суккуре есть несколько высших учебных заведений.

## Демография
| 1961    | 1972    | 1981    | 1998    | 2010    |
| ------- | ------- | ------- | ------- | ------- |
| 103 216 | 158 781 | 190 551 | 335 551 | 493 438 |